# Sojuz 12
Sojuz 12 è stata una missione della navicella spaziale sovietica Sojuz
del settembre 1973. Si trattò dell'undicesimo volo equipaggiato di questa capsula, del ventiduesimo volo nell'ambito del programma Sojuz sovietico nonché del primo volo equipaggiato dopo la tragedia della Sojuz 11. Prima di questa missione vennero lanciate due capsule Sojuz prive di equipaggio sotto la denominazione di Cosmos 496 e di Cosmos 573.

## Equipaggio
- Vasilij Grigor'evič Lazarev, (primo volo) comandante
- Oleg Grigor'evič Makarov, (primo volo) ingegnere di bordo

## Missione
La missione venne svolta per provare l'affidabilità della seconda generazione dei velivoli spaziali Sojuz per un volo nello spazio equipaggiato. Le esperienze ottenute in seguito alla tragica fine dell'equipaggio della Sojuz 11 comportarono le seguenti modifiche alla navicella spaziale:
- considerando che durante la fase di lancio e di atterraggio nonché per l'esecuzione di manovre orbitali critiche venne prescritto che i cosmonauti vestissero le loro tute spaziali, l'equipaggio venne ridotto a due soli cosmonauti
- per svolgere la funzione di navicella di trasporto per una stazione spaziale venne omesso e rinunciato di dotare la navicella con dei pannelli solari

La missione si concluse con successo e la nuova generazione di capsula spaziale venne pertanto ritenuta idonea per successive missioni.